# Ordre de bataille unioniste de la campagne de Knoxville

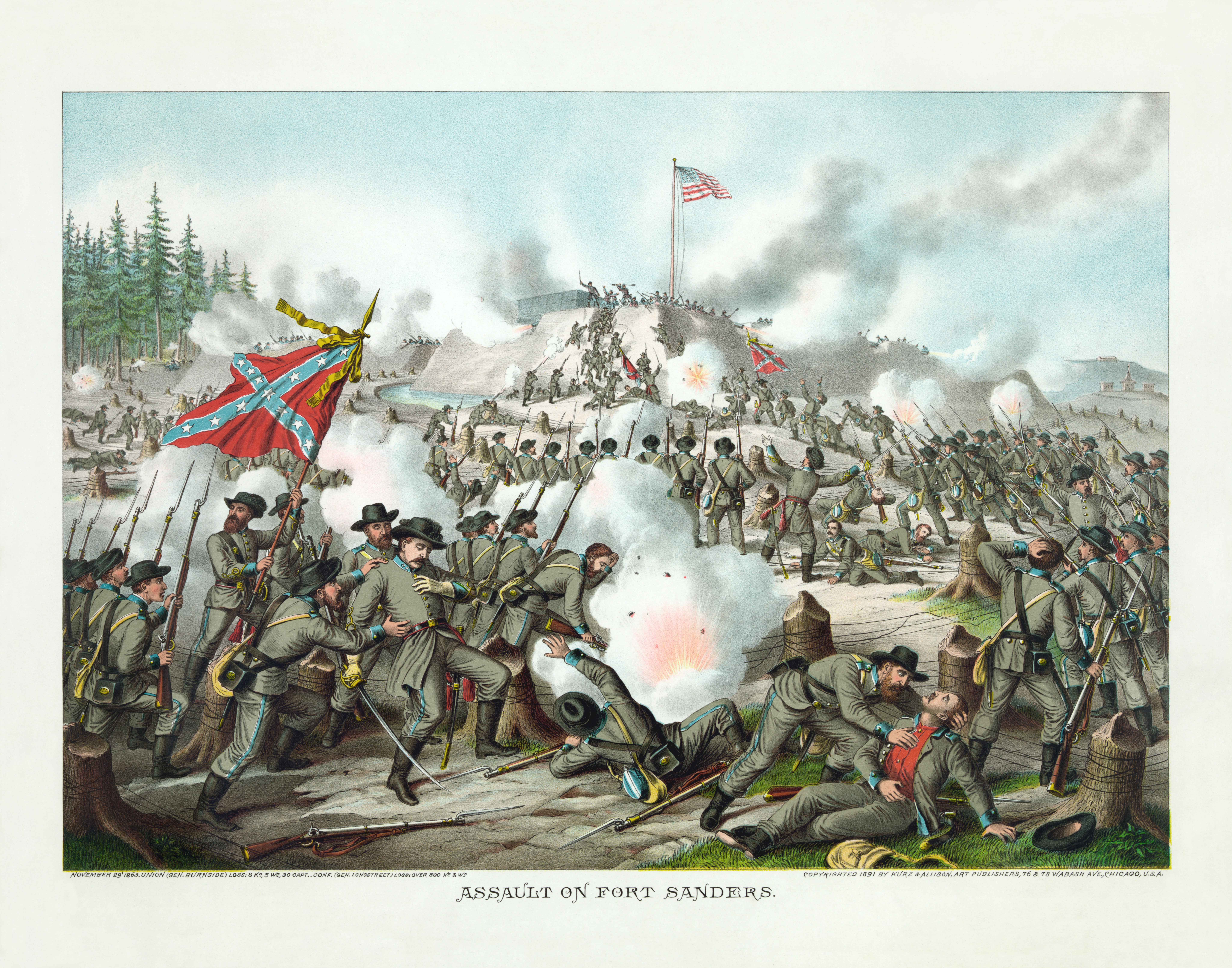
29 novembre 1863 : l'assaut de Fort Sanders. Lithographie de la guerre civile par Kurz et Allison, restaurée par Adam Cuerden. Cette image a été retouchée, ce qui signifie qu'elle a été modifiée par ordinateur et est différente de l'image d'origine. Liste des modifications : C'était juste une restauration amusante. Ce n'était pas si long, mais il y avait des aspects intéressants, et je pense que le résultat est particulièrement bien sorti. Il s'agissait principalement d'un nettoyage minutieux, d'un ajustement des couleurs et de nombreux petits ajustements partout pour éliminer un siècle et un peu de bavures et de dommages. Cela a aidé que ce soit une œuvre d'art très bien dessinée. Kurz et Allison ne sont pas mes illustrateurs préférés de la guerre civile américaine - c'est Thure de Thulstrup - mais ils sont quand même assez bons. Et j'adore les trucs de la guerre civile américaine...

Les unités et les commandants suivants de l'armée de l'Union ont combattu lors la campagne de Knoxville et des opérations postérieures dans l'est du Tennessee pendant la guerre de Sécession du 4 novembre au 23 décembre 1863, sous le commandement du major général Ambrose E. Burnside. Les engagements livrés au cours de cette période incluent les batailles de Campbell's Station, de fort Sanders et le siège de Knoxville. L'ordre de bataille est compilé à partir de l'organisation de l'armée lors de la campagne et des décomptes des blessés. L'ordre de bataille confédéré est indiqué séparément. 

## Abréviations utilisées

### Grade militaire
- Major général
- Brigadier général
- Colonel
- Lieutenant colonel
- Commandant
- Capitaine
- Premier lieutenant
- Bvt = Brevet

### D'autres
- (b) = blessé
- (mb) = mortellement blessé
- (†) = tué

## Armée de l'Ohio
Major général Ambrose E. Burnside
Quartier général
- Chef d'état-major :  Major général John G. Parke
- Escorte : 6th Indiana Cavalry :  Colonel James Biddle

### IXe corps
Brigadier général Robert B. Potter
| Division                                           | Brigade                                          | Régiments et autres |
| -------------------------------------------------- | ------------------------------------------------ | --- |
| Première division Brigadier général Edward Ferrero | Première brigade Colonel David Morrison          | - 36th Massachusetts : Commandant William E. Draper - 8th Michigan : Lieutenant colonel Ralph Ely - 79th New York : Capitaine William S. Montgomery - 45th Pennsylvania : Lieutenant colonel Francis M. Hills             |
| Première division Brigadier général Edward Ferrero | Deuxième brigade Colonel Benjamin C. Christ      | - 29th Massachusetts : Colonel Ebenezer W. Pierce - 27th Michigan : Commandant William B. Wright - 46th New York : Capitaine Alphons Serieri - 50th Pennsylvania : Commandant Edward Overton, Jr.                         |
| Première division Brigadier général Edward Ferrero | Troisième brigade Colonel William Humphrey       | - 2nd Michigan : Commandant Cornelius Byington (mb) - 17th Michigan : Lieutenant colonel Lorin L. Comstock (†) - 20th Michigan : Commandant Byron M. Cutcheon - 100th Pennsylvania : Lieutenant colonel Matthew M. Dawson |
| Première division Brigadier général Edward Ferrero | Artillerie                                       | - 34e batterie de l'artillerie de New York : Capitaine Jacob Roemer - Batterie D du 1st Rhode Island Artillery: Capitaine William W. Buckley                                                                              |
| Deuxième division Colonel John F. Hartranft        | Première brigade Colonel Joshua K. Sigfried      | - 2nd Maryland : Colonel Thomas B. Allard - 21st Massachusetts : Lieutenant colonel George P. Hawkes - 48th Pennsylvania : Commandant Joseph A. Gilmour                                                                   |
| Deuxième division Colonel John F. Hartranft        | Deuxième brigade Lieutenant colonel Edwin Schall | - 35th Massachusetts : Commandant Nathaniel Wales - 11th New Hampshire : Capitaine Leander W. Cogswell - 51st Pennsylvania : Commandant William J. Bolton                                                                 |
| Deuxième division Colonel John F. Hartranft        | Non affecté                                      | - Batterie E du 2nd U.S. Artillery : Premier lieutenant Samuel B. Benjamin |

### XXIIIe corps
Brigadier général Machlon D. Manson
Quartier général
- Chef d'Ingénieurs :  Colonel Orlando M. Poe[3]
- Escadron de Cavalerie de l'Ohio de McLaughlin :  Commandant Richard Rice
- Bataillon d'ingénieurs :  Capitaine O. S. McClure

| Division                                             | Brigade                                       | Régiments et autres |
| ---------------------------------------------------- | --------------------------------------------- | --- |
| Deuxième division Brigadier général Julius White     | Première brigade Colonel Samuel R. Mott,      | - 80th Indiana Infantry : Colonel James L. Culbertson - 16th Kentucky Infantry : Colonel James W. Gault - 25th Michigan Infantry : Capitaine Samuel L. Demarest - 118th Ohio Infantry : Lieutenant colonel Thomas L. Young - Batterie d'artillerie d'Elgin (Illinois) : Capitaine Andrew M. Wood    |
| Deuxième division Brigadier général Julius White     | Deuxième brigade Colonel Marshall W. Chapin   | - 107th Illinois : Lieutenant colonel Francis H. Lowry - 13th Kentucky : Colonel William E. Hobson - 23rd Michigan : Commandant William W. Wheeler - 111th Ohio Infantry : Colonel John R. Bond, Commandant Isaac R. Sherwood - Batterie indépendante de Henshaw (IL) : Capitaine Edward C. Henshaw |
| Troisième division Brigadier général Milo S. Hascall | Première brigade Colonel James W. Reilly      | - 44th Ohio : Commandant Alpheus S. Moore - 100th Ohio : Colonel Patrick S. Slevin - 104th Ohio : Lieutenant colonel Oscar W. Sterl - Batterie D du 1st Ohio Light Artillery : Premier lieutenant William H. Pease                                                                                  |
| Troisième division Brigadier général Milo S. Hascall | Deuxième brigade Colonel Daniel Cameron       | - 65th Illinois : Lieutenant colonel William S. Stewart - 24th Kentucky : Colonel John S. Hunt - 103rd Ohio : Capitaine John T. Philpot - Batterie d'artillerie de l'Indiana : Capitaine Hubbard T. Thomas                                                                                          |
| Troisième division Brigadier général Milo S. Hascall | Artillerie                                    | - 24th Battery Indiana Artillery : Capitaine Joseph A. Sims - 19th Battery Ohio Artillery : Capitaine Joseph C. Shields |
| Troisième division Brigadier général Milo S. Hascall | Brigade provisoire Colonel William A. Haskins | - 12th Kentucky : Commandant Joseph M. Owens - 8th Tennessee : Colonel Felix A. Reeve |

### Corps de cavalerie
Brigadier général James M. Shackelford
| Division                                                                          | Brigade                                                        | Régiments et autres |
| --------------------------------------------------------------------------------- | -------------------------------------------------------------- | --- |
| Première division Brigadier général William P. Sanders (mb) Colonel Frank Wolford | Première brigade Colonel Frank WolfordLtc Silas Adams          | - 1st Kentucky Cavalry : Lieutenant colonel Silas Adams - 12th Kentucky Cavalry : - Batterie d'obusier de Law :                                                      |
| Première division Brigadier général William P. Sanders (mb) Colonel Frank Wolford | Deuxième brigade Lieutenant colonel Emory S. Bond              | - 112th Illinois Mounted Infantry : Commandant Tristram T. Dow - 8th Michigan Cavalry : - 45th Ohio Mounted Infantry : - 15e batterie de l'artillerie de l'Indiana : |
| Première division Brigadier général William P. Sanders (mb) Colonel Frank Wolford | Troisième brigade Colonel Charles D. Pennebaker                | - 11th Kentucky Cavalry : Colonel S. Palace Love - 27th Kentucky Mounted Infantry : Lieutenant colonel John H. Ward                                                  |
| Deuxième division Colonel John W. Foster                                          | Première brigade Colonel Israel Garrard                        | - 2nd Ohio Cavalry : Lieutenant colonel George A. Purington - 7th Ohio Cavalry - 2nd Tennessee Infantry                                                              |
| Deuxième division Colonel John W. Foster                                          | Deuxième brigade Colonel Felix W. Graham Colonel Horace Capron | - 14th Illinois Cavalry - 5th Indiana Cavalry - 65th Indiana Mounted Infantry - 9th Ohio Cavalry - 8th Tennessee Cavalry - Batterie K du 1st Illinois Light Battery  |